# Povestiri științifico-fantastice
Povestiri științifico-fantastice este o colecție de povestiri științifico-fantastice editată de Ion Hobana. A apărut în 1976 la Editura Ion Creangă.

## Cuprins
- „Un brad în cosmos”, ficțiune scurtă de Horia Aramă
- „Broasca”, ficțiune scurtă de Vladimir Colin (Povestirea a mai apărut în antologia Viitorul al doilea (1966), Dinții lui Cronos (1975) și Întoarcere pe Planeta Albastră (1989).)
- „Natura inversă”, ficțiune scurtă de Mihu Dragomir  (Povestirea a mai apărut în antologia Povestiri deocamdată fantastice din 1962 și 1968)
- „Drum deschis”, ficțiune scurtă de Ion Hobana (Povestirea a mai apărut în antologia Oameni și stele din 1963)
- „Întîmplări din secolul XXI”, ficțiune scurtă de Ion Ilie Iosif (variantă a povestirii „Întîmplări din veacul XXI” din 1974)
- „Aventura de ciocolată”, ficțiune scurtă de Eduard Jurist   (Povestirea a mai apărut în antologia Mister la -179° C din 1966)
- „Un derbedeu în cronospațiu”, ficțiune scurtă de Victor Kernbach   (Povestirea a mai apărut în antologiile Povestiri ciudate din 1967,  Oameni și stele: din cele mai frumoase povestiri științifico-fantastice românești din 1975. Povestirea a fost republicată ulterior și în 1981 în Fugă în spațiu-timp: povestiri științifico-fantastice de autori români)[1]
- „Planeta viselor”, ficțiune scurtă de Mihnea Moisescu
- „Minuni la Mărgărit”, ficțiune scurtă de Ioana Petrescu
- „Xivor 171”, ficțiune scurtă de Viorica Huber (ca Georgina Viorica Rogoz)
- „A se feri de umezeală!”, ficțiune scurtă de Mircea Sîntimbreanu
- „Imaginea fără ecran”, ficțiune scurtă de Nina Stănculescu
- „S-a născut un munte”, ficțiune scurtă de Ovidiu Șurianu

## Legături externe
- Povestiri științifico-fantastice la isfdb.org

## Vezi și
- Lista antologiilor de povestiri științifico-fantastice românești
- Lista cărților științifico-fantastice publicate în România
- 1976 în literatură